# Экномиды

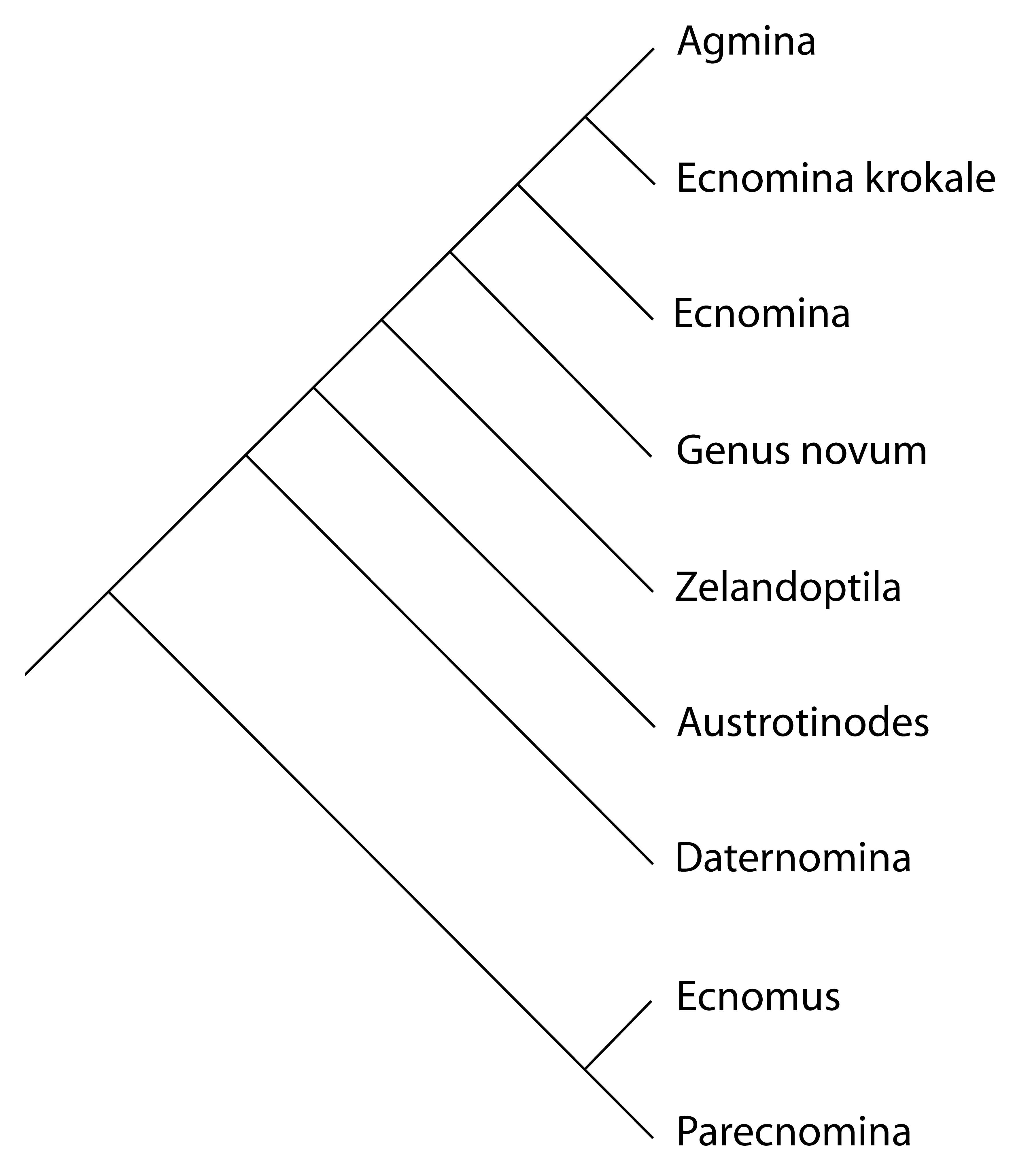
Филогения Ecnomidae

Экномиды (лат. Ecnomidae) — семейство ручейников подотряда Annulipalpia.

## Распространение
Повсеместно (кроме Неарктики), главным образом, в тропиках. В Австралии 3 рода и около 100 видов. В России 1 род. Древнейшие находки семейства были сделаны в раннемеловом ливанском янтаре.

## Описание
Мелкого размера ручейники, зеленовато-бурые крылья имеют размах около 6—18 мм. Оцеллий нет. Нижнечелюстные щупики состоят из 5 члеников, первый из них короткий. Крылья узкие. Личинки живут на камнях и среди растительности в водоёмах с медленно текучей водой.

## Систематика
9 родов.
- Agmina Ward & Schefter, 2000
- †Archaeotinodes Ulmer, 1912
- Austrotinodes Schmid, 1955
- Chilocentropus Navas, 1934
- Daternomina Neboiss, 2002
- Ecnomina Kimmins, 1953
- Ecnomus McLachlan, 1864
- Parecnomina Kimmins, 1957
- Psychomyiellodes Mosely, 1931